# Gilahoba
Gilahoba è un comune dell'Azerbaigian situato nel distretto di Qusar. Conta una popolazione di 504 abitanti.